# A Moon Shaped Pool
Albums de Radiohead
The King of Limbs
(2011)
Singles
1. Burn the Witch (en)
Sortie : 3 mai 2016
2. Daydreaming
Sortie : 6 mai 2016

A Moon Shaped Pool est le neuvième album studio du groupe britannique de rock alternatif Radiohead. Il sort sur les plateformes de téléchargement  le 8 mai 2016, avant de sortir dans les formats dits « physiques » le 17 juin suivant. Très apprécié par la critique, il devient le sixième album du groupe à atteindre la première place des charts au Royaume-Uni.
Cet album est marqué par les arrangements orchestraux de Jonny Greenwood, interprétés sur plusieurs titres par le London Contemporary Orchestra (LCO). Le batteur additionnel Clive Deamer est présent sur le titre Ful Stop avant d'accompagner à nouveau (comme en 2012) le groupe sur scène dans sa tournée mondiale de promotion de l'album, de mai à octobre 2016, de mars à juillet 2017, puis d'avril à août 2018.

## Genèse de l'album
Après l'album The King of Limbs, sorti en 2011, les membres du groupe Radiohead développent séparément des projets personnels :
- Phil Selway sort l'EP Running Blind (en) puis son deuxième album solo, Weatherhouse (en) ;
- Thom Yorke enregistre l'album Amok au sein du supergroupe Atoms for Peace, puis sort un deuxième album solo intitulé Tomorrow's Modern Boxes ;
- Jonny Greenwood poursuit sa composition de bandes originales, collaborant notamment à quatre reprises avec le cinéaste Paul Thomas Anderson - qui réalisera, par la suite le clip du single Daydreaming. Il collabore également avec divers musiciens et orchestres : il participe par exemple, en 2014, avec l'orchestre de chambre Alarm Will Sound (en), à l'enregistrement de Radio Rewrite de Steve Reich ;
- Colin Greenwood et Ed O'Brien s'éloignent un temps de l'industrie musicale.

Le groupe assure la promotion de The King of Limbs par une tournée de deux ans : dès fin avril 2013, Colin Greenwood se voit déjà interrogé, au cours d'interviews radiophoniques, sur la préparation d'un nouvel album de Radiohead : chaque musicien de la formation se consacrant à ses propres projets à différents endroits du monde, le bassiste répond qu'ils doivent avant tout se retrouver pour en discuter,.
L'activité du groupe sur internet continue toutefois sur cette même période : le 11 février, ils lancent l'application PolyFauna, pour iOS et Android. Fin mars 2014. Le 23 septembre 2014, Thom Yorke suggère, sur Twitter, consulter des archives du groupe avec Stanley Donwood : il sort son deuxième album solo trois jours plus tard. Le 6 septembre 2015 que le chef d'orchestre Robert Ziegler twitte des photos du groupe en studio avec un orchestre philharmonique.
Le 25 décembre 2015, le groupe révèle avoir composé une chanson pour le vingt-quatrième film de la saga James Bond, Spectre, réalisé par Sam Mendes : finalement, c'est le morceau Writing's on the Wall, interprété par Sam Smith, qui est retenu dans la production. Radiohead offre alors gratuitement leur chanson (en) sur la plateforme SoundCloud. La chanson sera toutefois présentée en face B du single Burn the Witch (en), commercialisé le 16 mai 2016. Le groupe crée deux compagnies : Dawn Chorus LLP, le 7 octobre 2015, et Dawnnchoruss Ltd., le 25 février 2016. Cette stratégie économique ayant déjà été utilisée sur les précédents albums du groupe, les rumeurs de la sortie imminente d'un neuvième album se multiplient parmi le public comme les médias. Le 21 janvier, Radiohead annonce une tournée mondiale, du 20 mai au 9 octobre 2016,.
Le 1er mai 2016, le groupe efface tout contenu de son site officiel et de ses comptes de réseaux sociaux, ne laissant plus que pages vierges et images blanches : la veille, quelques fans anglo-saxons avaient reçu, par courrier postal, un prospectus portant la mention "Sing a song of sixpence that goes/Burn the Witch/We know where you live", ainsi que le logo du groupe.
À la fin de la même semaine est également révélé le vidéoclip du single Daydreaming, réalisé par Paul Thomas Anderson, accompagné, dans le texte descriptif, de l'annonce de la sortie de l'album en deux temps : il est rendu accessible en téléchargement digital le dimanche suivant, 8 mai 2016, avant d'être publié, en supports dits "physiques", le 17 juin 2016.

## Promotion
Le 11 juin, Radiohead annonce le Live From a Moon Shaped Pool, un événement promotionnel audio organisé dans plusieurs dizaines de disquaires indépendants de par le monde : il se déroule le 17 juin, jour de sortie de l'album en supports physiques. L'événement consiste en un flux diffusé toute la journée dans les magasins participants, incluant des playlists programmées par chaque membre de Radiohead : le programme audio démarre ainsi par une sélection, par Jonny Greenwood, de temps forts de leurs concerts donnés au Roundhouse de Londres du 26 au 28 mai précédents. Stanley Donwood a également enregistré une "satire sans conséquences".
En outre, les clients des magasins participants peuvent s'inscrire à un tirage au sort afin de remporter une sélection de figurines utilisées dans le tournage du clip animé de Burn the Witch, des visuels créés par Stanley Donwood autour de l'album, ou des tirages de photogrammes 35 mm du clip de Daydreaming réalisé par Paul Thomas Anderson. Enfin, les clients acquérant l'édition vinyle du disque se voient remettre une affiche reprenant la pochette de l'album.
Les clients du disquaire participant d'Istanbul, le Velvet IndieGround Records, ont été agressés par un groupe d'hommes furieux que ces premiers boivent de la bière et écoutent de la musique pendant le Ramadan, le mois sacré du jeûne dans la religion musulmane. À la suite de cet incident, Radiohead, qui s'apprêtait alors à se produire au festival Secret Solstice, en Islande, fait publier la déclaration suivante : « Nos pensées vont aux victimes de l'attaque de ce soir au Velvet IndieGround d'Istanbul. Nous espérons que, un jour, nous pourrons repenser à ces actes de violence et d'intolérance comme des choses d'un temps révolu. Pour l'heure, nous pouvons uniquement apporter à nos fans d'Istanbul notre amour et notre soutien. »

## Critiques
Philippe Papineau de L'Actualité a d’abord été « perplexe, avec des chansons intérieures, lentes, très orchestrales, plus obscures que claires. » mais « intrigué ». Après avoir écouté plusieurs fois l'album, il « apprécie le doux piano » et ajoute que le disque est « tout sauf rock ».

## Liste des titres
| 1.    | Burn the Witch (en)                                             | 3:40 |
| 2.    | Daydreaming                                                     | 6:24 |
| 3.    | Decks Dark                                                      | 4:41 |
| 4.    | Desert Island Disk                                              | 3:44 |
| 5.    | Ful Stop                                                        | 6:07 |
| 6.    | Glass Eyes                                                      | 2:52 |
| 7.    | Identikit                                                       | 4:26 |
| 8.    | The Numbers                                                     | 5:45 |
| 9.    | Present Tense                                                   | 5:06 |
| 10.   | Tinker Tailor Soldier Sailor Rich Man Poor Man Beggar Man Thief | 5:03 |
| 11.   | True Love Waits (en)                                            | 4:43 |
| 52:31 |                                                                 |      |